# LyX
LyX(LYX, [ˈlɪks], "리크스"로 발음)는 LaTeX 조판 시스템에 기반을 둔 오픈 소스 그래픽 사용자 인터페이스 문서 프로세서이다. WYSIWYG("what you see is what you get") 패러다임을 준수하는 대부분의 워드 프로세서와 달리 LyX는 WYSIWYM("what you see is what you mean")을 따른다. 그러므로 문서의 시맨틱한 구조를 대략적으로 화면에 보여주며 이는 TeX에 의해 만들어지는 문서의 대략적인 부분이다.

## 같이 보기
- 워드 프로세서 목록